# Ajn Salih
Ajn Salih (arab. عين صالح) to miasto-oaza w centralnej Algierii. W starożytności na szlaku łączącym środkową i północną Afrykę. Obecnie mieszka tam około 20 000 mieszkańców.